# 王巡
王 巡（おう じゅん、? - 23年）は、中国の新代の武将。

## 事跡
| 姓名         | 王巡                          |
| 時代         | 新代                          |
| 生没年       | 生年不詳 - 23年（地皇4年）    |
| 字・別号     | 〔不詳〕                      |
| 出身地       | 〔不詳〕                      |
| 職官         | 震狄将軍〔新〕→車騎将軍〔新〕 |
| 爵位・号等   | -                             |
| 陣営・所属等 | 王莽                          |
| 家族・一族   | 〔不詳〕                      |

王莽配下の武将である。
始建国2年（10年）、王莽が立国将軍孫建に命じ12将軍を率いて匈奴を討伐させる。王巡も震狄将軍として、厭難将軍陳欽とともに雲中郡から出撃している。その後も陳欽とともに雲中郡の葛邪塞に駐屯し、しばしば進攻してくる匈奴と交戦した。
しばらくすると王巡は三輔に召喚され、車騎将軍に任命されている。地皇4年（23年）正月、納言将軍荘尤（厳尤）・秩宗将軍陳茂・左隊大夫王呉とともに、南陽の反新軍（のち更始帝を擁立）を討伐するよう王莽から命じられた。
同年10月、更始帝配下の軍が長安を攻撃してくると、王巡は大司馬王邑らとともに、部隊を率いて抗戦した。しかし防衛線を破られ、城内への進入を許してしまう。王巡は漸台にいた王莽を護衛し、迫り来る敵軍を懸命に食い止めた。しかし、ついに白兵戦の中で戦死した。

## 関連記事
- 新末後漢初